# Snipex Rhino Hunter
O Snipex Rhino Hunter é uma versão civil do fuzil Snipex M com câmara para .50 BMG, desenvolvido pela empresa ucraniana XADO-Holding Ltd.

## Projeto
O Snipex Rhino Hunter é um fuzil bullpup de ação por ferrolho com ferrolho giratório e freio de boca. O ferrolho possui um indicador de bandeira especial que permite controlar o grau de travamento do ferrolho. Para facilitar o uso no escuro, o indicador é feito de luminóforo.
Para reduzir o recuo, o fuzil utiliza o sistema de recuo por inércia, que inclui conjuntos de mola e amortecedores hidráulicos ou de mola. Os amortecedores são integrados à caixa superior, o que permite atirar com a caixa superior encostada em qualquer superfície. A energia do recuo é ainda mais reduzida pelo freio de boca.

## História
O fuzil foi apresentado pela primeira vez em outubro de 2016 na XIII Exposição Internacional Especializada de Armas e Segurança em Kiev.